# 안양외국어고등학교
안양외국어고등학교(安養外國語高等學校)는 대한민국 경기도 안양시 만안구 안양동에 있는 사립 외국어고등학교이다.

## 학교 연혁
- 1980년 5월 : 학교법인 운석학원 설립인가
- 1996년 5월 : 안양외국어고등학교(특수목적고등학교) 설립인가(영어 2, 일어 1, 중어 1)
- 1996년 5월 : 설립자 유지한 선생 이사장 취임
- 1997년 3월 : 안양외국어고등학교 개교
- 1999년 3월 : 한국외국어대학교와 자매결연
- 2000년 2월 : 제1회 졸업식 193명
- 2003년 8월 : 운석관(다목적교육실) 개관
- 2020년 9월 : 제4대 이향근 선생 교장 취임
- 2024년 2월 : 제25회 졸업식 210명(총 7,822명)
- 2024년 3월 : 제28회 입학식

## 설치 학과
- 영어과
- 중국어과
- 일본어과

## 같이 보기
- 과천외국어고등학교

## 참고 자료
- 안양외국어고등학교 - 한국교육학술정보원 학교알리미